# Анхалт-Бернбург
Княжеството Анхалт-Бернбург (на немски: Fürstentum Anhalt-Bernburg) е германско княжество по времето на Свещената Римска империя, на Рейнски съюз и на Германски съюз. С това име то съществува от 1252 до 1468 и от 1603 до 1863 г. След това територията е включена в Херцогство Анхалт.
Столица на територията е бил град Бернбург. Владетелите са асканските князе от Анхалт-Бернбург.

## История
Княжеството се създава през 1252 г. чрез неследствена подялба на Княжеството Анхалт в Анхалт-Цербст, Анхалт-Ашерслебен и Анхалт-Бернбург. През 1468 г. управляващата фамилия изчезва по мъжка линия и Анхалт-Бернбург влиза в Княжество Анхалт-Цербст.
Княжеството Анхалт-Бернбург се създава отново през 1603 г. чрез наследствена подялба на Анхалт-Цербст в Анхалт-Десау, Анхалт-Бернбург, Анхалт-Кьотен, Анхалт-Пльотцкау и Анхалт-Цербст. Чрез наследствена подялба през 1635 г. княжеството е разделено на Анхалт-Бернбург и Анхалт-Харцгероде; двете части се обидиняват отново през 1709 г.
През 1718 г. следва нова подялба в Анхалт-Бернбург и Анхалт-Бернбург-Шаумбург-Хойм, но линията Анхалт-Бернбург запазва водещото си положение в държавата. През 1806 г. от Наполеон Бонапарт е издигнато в ранг на херцогство и през 1812 г. двете частични територии се съединяват. От 1815 г. херцогството е член на Германски съюз. През 1847 г. Анхалт-Кьотен-Пльотцкау преминава към Анхалт-Бернбург. С изчезването на Бернбургската линия през 1863 г. територията е присъединена към херцогство Анхалт-Десау и се появява новото Херцогство Анхалт със столица Десау.

## Князе (маркграфове) на Анхалт-Бернбург
- Бернхард І (1252 – 1287)
- Бернхард ІІ (* 1260; † 26 декември 1323) (1287 – 1318)
- Бернхард III (1318 – 1348)
- Бернхард IV (1348 – 1354)
- Хайнрих ІV (1354 – 1374)
- Ото III (1374 – 1404)
- Бернхард V (1404 – 1420)
- Бернхард VІ (1420 – 1468)

През 1468 г. управляващата фамилия изчезва по мъжка линия и Анхалт-Бернбург влиза в Княжество Анхалт-Цербст до 1603 г. Княжеството Анхалт-Бернбург се създава отново през 1603 г. чрез наследствена подялба на Анхалт-Цербст в Анхалт-Десау, Анхалт-Бернбург, Анхалт-Кьотен, Анхалт-Пльотцкау и Анхалт-Цербст.
- Кристиан І (* 11 май 1568; † 17 април 1630) (1603 – 1630)
- Кристиан II (* 11 август 1599; † 21 септември 1656) (1630 – 1656)
- Виктор I Амадей (* 6 октомври 1634; † 14 декември 1718) (1656 – 1718)
- Карл-Фридрих (* 13 юли 1668; † 22 април 1721) (1718 – 1721)
- Виктор II Фридрих (* 20 септември 1700; † 18 май 1765) (1721 – 1765)
- Фридрих Албрехт (* 15 август 1735; † 9 април 1796) (1765 – 1796)
- Алексиус Фридрих Христиан (* 12 юни 1767; † 24 март 1834) (1796 – 1806), от 1806 херцог

## Херцози на Анхалт-Бернбург
- Алексиус Фридрих Христиан (* 12 юни 1767; † 24 март 1834) (1806 – 1834)
- Александер Карл (* 2 март 1805; † 19 август 1863) (1834 – 1863)

След смъртта на Александер Карл през 1863 г. Бернбургската линия изчезва и територията на херцогство Анхалт-Бернбург е присъединено към херцогство Анхалт-Десау и се възстановява старото херцогство Анхалт със столица Десау.